# Super Street Fighter II: Turbo HD Remix
Super Street Fighter II Turbo HD Remix es un juego de la PlayStation 3 (a través de PlayStation Network) y Xbox Live Arcade lanzado en el año 2008. Es un remake mejorado de Super Street Fighter II Turbo.

## Jugabilidad
Super Street Fighter II Turbo HD Remix presenta a los mismos personajes de la serie Street Fighter del juego Super Street Fighter II Turbo, y dos modos de juego: clásico y rebalanceado. Otras novedades incluyen:
- Modo de juego uno contra otro para uno o dos jugadores offline u online.
- Modo de entrenamiento.
- Música del clásico Super Street Fighter II Turbo y nuevas melodías opcionales remezcladas (para elegir).
- Chat de voz
- Modo Torneo de 8 participantes.
- Clasificaciones de puntuación a nivel mundial y rankings por países y personajes.
- Seguimiento de estadísticas.
- Compatibilidad con pantalla panorámica con opción de selección del modo 4:3 clásico.

Los sprites y fondos del original Super Street Fighter II Turbo se reemplazaron por un artwork de alta resolución dibujado por UDON Comics, permitiendo que HD Remix haga el máximo uso de la alta definición (pero el juego puede ser cambiado a los sprites originales como opción). Cuenta con música remezclada.
Los comandos han sido simplificados, pero sigue estando presente la forma "clásica" de ejecutar poderes.

## Personajes
Super Street Fighter II: Turbo HD Remix cuenta con los personajes originales del Super Street Fighter II Turbo.
- Ryu
- Ken
- E. Honda
- Chun-Li
- Blanka
- Zangief
- Guile
- Dhalsim
- Balrog
- Vega
- Sagat
- M. Bison
- T. Hawk
- Cammy
- Fei-Long
- Dee Jay
- Akuma